# Сальмон, Джордж
Джордж Сальмон (George Salmon, 25 сентября 1819, Дублин — 22 января 1904, Дублин) — ирландский математик и теолог, автор теоремы Сальмона.

## Биография
Джордж Сальмон родился 25 сентября 1819 года в городе Дублине.

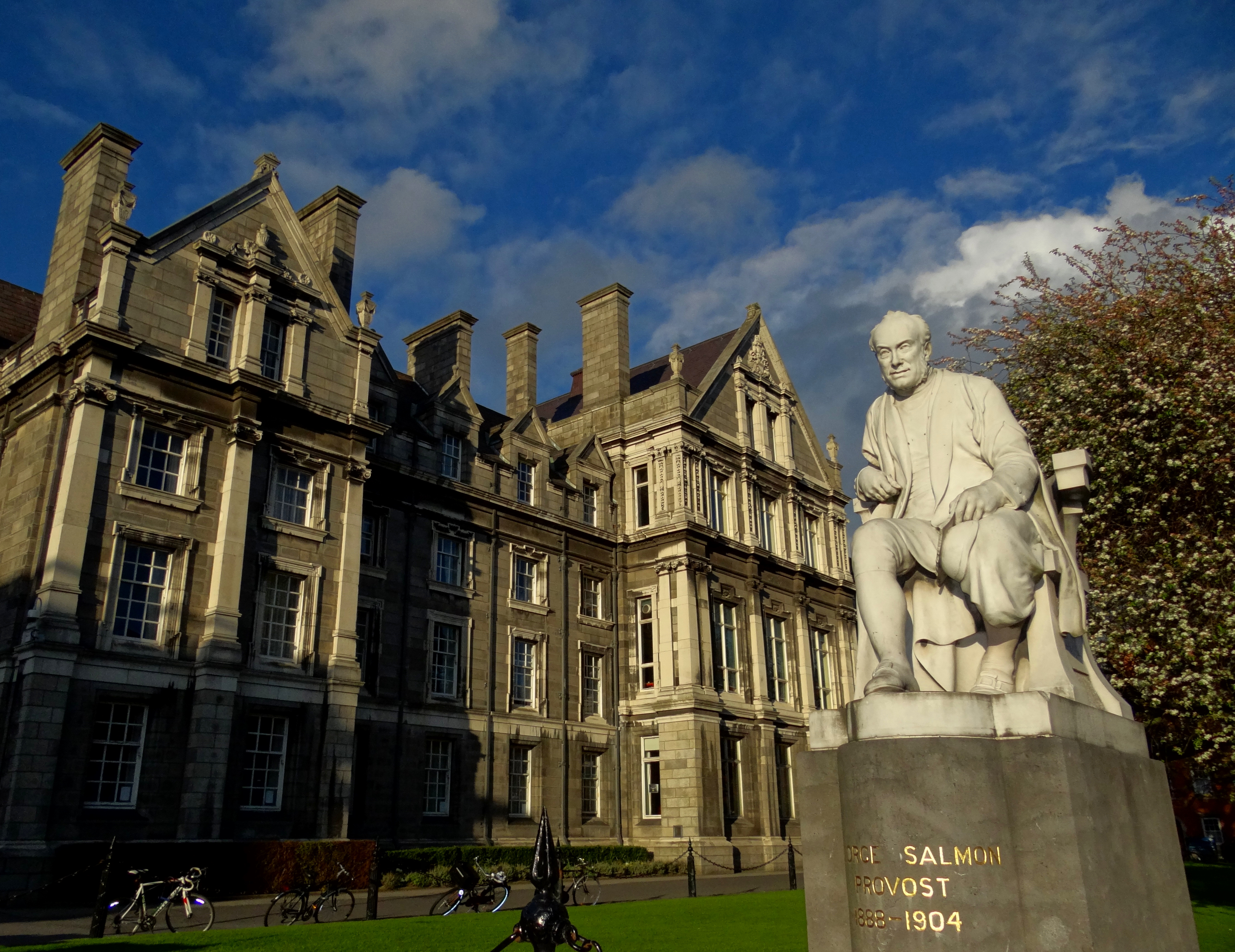
Памятник Сальмону

Изучал математику в Тринити-колледже в Дублине. Наряду с математикой он занимался теологией. В 1866 году он стал профессором теологии на Дублинском университете.
В 1863 году был избран членом Лондонского королевского общества, а в 1868 году учёный был награждён Королевской медалью этого общества.
В 1889 году он был отмечен Медалью Копли.
Джордж Сальмон умер 22 января 1904 года в родном городе.
После смерти Сальмона ему был установлен памятник возле Тринити-колледжа где он преподавал.

## Научные достижения
- Теорема Сальмона

## Награды
- Королевская медаль (1868)
- Медаль Копли (1889)

## Труды
- Introduction to the New Testament. 8. A. 1894
- The Infallibility of the Church. 2. A. 1890
- Conic sections. Dublin (1848)
- Higher plane curves. Dublin (1862)
- The geometry of three dimensions. Dublin (1862)
- The modern higher algebra. Dublin (1859)